# Clubiona diversa
Clubiona diversa este o specie de păianjeni din genul Clubiona, familia Clubionidae, descrisă de O. P.-cambridge în anul 1862. Conform Catalogue of Life specia Clubiona diversa nu are subspecii cunoscute.